# 北蒂尼卡 (密西西比州)
北蒂尼卡（英語：North Tunica）是位於美國密西西比州蒂尼卡縣的普查規定居民點。

## 人口
根據2020年美國人口普查的數據，北蒂尼卡的面積為1.47平方千米，皆為陸地。當地共有人口760人，而人口密度為每平方千米517.01人。